# 校外打怪教學
《校外打怪教學》（英語：Little Monsters）是一部2019年澳大利亞、美國和英國合拍的喪屍喜劇恐怖片，由亞貝·佛塞茲執導兼編劇，露琵塔·尼詠歐、亞歴山大·英格蘭、凱特·史都華、迪賽·拉·托拉卡與喬許·蓋德主演。該片定於2019年10月8日在美國上映，2019年10月31日在澳大利亞上映，而英國則於2019年11月15日上映。

## 劇情
故事敘述當一個幼稚園班級正在體驗著愉快的校外教學時，卻爆發了喪屍災情，這使老師為了保護學生而要學生們將其當作是一場遊戲，但要在這場遊戲中生存則非容易的事。

## 演員
- 露琵塔·尼詠歐 飾 卡洛琳老師
- 亞歴山大·英格蘭（英语：Alexander England） 飾 戴夫
- 凱特·史都華（英语：Kat Stewart） 飾 泰絲
- 迪賽·拉·托拉卡 飾 費利克斯
- 喬許·蓋德 飾 泰迪·麥吉爾

## 製作
2017年10月，宣布露琵塔·尼詠歐與喬許·蓋德將加入喪屍喜劇片《校外打怪教學》的演出，該片由亞貝·佛塞茲執導兼編劇。凱斯·卡爾德、潔西卡·卡爾德、布魯娜·帕潘德利亞將分別以各自的製片公司Snoot Entertainment和Made Up Stories共同製作，而他們也都將擔任電影的監製。Screen Australia也將資助和參與製作。

## 外部連結
- 互联网电影数据库（IMDb）上《校外打怪教學》的资料（英文）
- 爛番茄上《校外打怪教學》的資料（英文）
- Metacritic上《校外打怪教學》的資料（英文）